# Maesa welwitschii
Maesa welwitschii là một loài thực vật có hoa trong họ Anh thảo. Loài này được Gilg mô tả khoa học đầu tiên năm 1895.